# 金ヶ谷山
金ヶ谷山（かながやせん、かねがたにやま、かながたにやま、かながたにさん）は鳥取県と岡山県にまたがる標高1164メートルの山。中国百名山の一峰である。

## 地理・地誌
金ヶ谷山はデイサイトから成る山で、西麓には黒雲母花崗岩が分布する。
伯耆大山に発する稜線が南西へ続き、擬宝珠山、三平山、朝鍋鷲ヶ山を経て金ヶ谷山の山頂に至る。金ヶ谷山からは南の笠杖山、西の白馬山、毛無山へと稜線が続いて連峰を形成している。そのため金ヶ谷山の独立性は低いが、伯耆大山からの遠望では視認性が高い山容をしている。
北西の鳥取県側では、山麓の江府町俣野地区の標高は300メートル台で、金ヶ谷山との比高は700メートルほどあって急峻である。俣野地区は俣野川とその支流によって作られた谷底平野にあり、俣野谷と呼ばれてきた。俣野谷では、江戸後期から盛んにたたら製鉄が行われていた。しかしこれらの地域では中腹まですでに二次林が回復し、一部にはスギ植林も進んでいる。また俣野谷の下流には断崖や奇岩に富む猿飛渓谷と呼ばれる険しい谷が形成されていたが、1984年（昭和59年）に完成した俣野川ダム（猿飛湖）によって水没した。
猿飛湖畔に位置する池の内地区の熊野神社の境内にはイチイの巨木などの自然林が残り、鳥取県の天然記念物「熊野神社社叢」に指定されている。池の内地区の上流にあたる尾上原地区には、江府町の文化財「摩崖仏」や、室町時代に3カ国を治めた守護大名山名義幸が隠居生活を送った俣野の土居城がある。
一方、岡山県側では南東山麓の野土路川（新庄川 (美作国)の支流）が標高600メートル級の谷底平野を形成しており、斜面も緩傾斜である。南西山麓には中国電力最大の水力発電所となる土用ダムが設けられている。ダム自体は岡山県にあるが、このダムの水は鳥取県側から山を越えて猿飛湖から引水しており、水利権が鳥取県に属する。そのため岡山県側の水がダムに流入しないように、ダムの周囲に排水路が張り巡らされている。
この土用ダムの直上にあたる稜線上には、「土用越」または「俣野越」と呼ばれる峠がある。
山頂と稜線には原生のブナ林が茂っているが、その林床はササによって形成されている。このササはチュウゴクザサであり、チュウゴクザサとブナ林の組み合わせは西部中国山地の典型的な植生である。金ヶ谷山以東では、チシマザサの林床とブナ林の組み合わせ（「ブナ－チシマザサ群団」）が主流で、これは日本海側深雪地帯の典型的な植生である。このように、金ヶ谷山は日本海深雪型の植生と西部中国山地型の植生の移行地帯となっている。

## 山名
『日本山岳ルーツ大辞典』によれば、山名は、深い谷と金鉱を有することに由来する。なお、山麓の江府町俣野地区では、金ヶ谷山と朝鍋鷲ヶ山の名称が入れ替わっており、金ヶ谷山を「朝鍋山」と呼び、朝鍋鷲ヶ山を「金ヶ谷山」と呼ぶ事例がある。

## 登山ルート
鳥取県側から直接山頂を目指す登山道はない。岡山県側には、金ヶ谷地区から稜線を目指す登山道があり、これにしたがって稜線へ出ると300メートルほどで山頂に至る。そのまま稜線伝いに朝鍋鷲ヶ山や白馬山へ縦走することができる。